# جهانگیرخان صور اسرافیل
میرزا جهانگیرخان معروف به جهانگیرخان شیرازی یا جهانگیرخان صور اسرافیل روزنامه‌نگار دوره مشروطیت ایران بود که پس از به توپ بستن مجلس دستگیر شد و در باغ‌شاه در مقابل محمدعلی‌شاه قاجار به قتل رسید.

## کودکی و نوجوانی
میرزا جهانگیر خان شیرازی پسر آقا رجب‌علی، مدیر روزنامه «صور اسرافیل» به خاطر نام روزنامه‌اش به صور اسرافیل ملقب گردید. در سال ۱۲۹۲ قمری در شیراز متولد شد. در اوان کودکی پدرش آقا رجبعلی در گذشت و عمه وی سرپرستی او را برعهده گرفت. پنج ساله بود که با عمه و جده خود به تهران آمد. چهارده ساله بود که به شیراز بازگشت و در آنجا به تحصیل پرداخت. مقدمات ادبیات و منطق و ریاضی را نزد استادان زمان فرا گرفت و به سال ۱۳۱۱ قمری به تهران رفت و در دارالفنون و دیگر مدارس عالیه تهران به تحصیل علوم و فنون جدید پرداخت. در این هنگام بود که نهضت مشروطه‌خواهی آغاز شده بود.

## دوران مشروطه

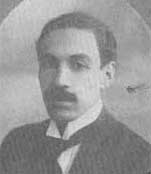
میرزا قاسم خان تبریزی

میرزا جهانگیر خان در دوران مشروطه در انجمنهای سری (انجمن باغ میکده) و مجامع ایرانیان راه یافت. او با سرمایه میرزا قاسم خان تبریزی و همکاری میرزا علی‌اکبر خان قزوینی (دهخدا) روزنامه‌ای به نام صور اسرافیل چاپ کرد. روزنامه صور اسرافیل با مشکلاتی روبرو شد؛ از آن میان این که چندین بار نویسنده آن را تکفیر کردند و چند بار دفتر روزنامه‌اش را ویران کردند.
نام میرزا جهانگیرخان صور اسرافیل به همراه سید جمال الدین واعظ، ملک‌المتکلمین و سید محمدرضا مساوات در فهرست هشت نفری بود که محمدعلی شاه پیش از به توپ بستن مجلس، درخواست تبعید آن‌ها را از ایران کرده بود، که با ایستادگی مجلس روبرو شد. پس از به توپ بستن مجلس به همراه گروهی دیگر از مشروطه‌خواهان دستگیر شد و به دستور محمدعلی‌شاه در روز چهارشنبه ۲ تیر/۲۴ جمادی‌الاولی ۱۳۲۶ به همراه ملک‌المتکلمین و قاضی ارداقی در باغ‌شاه پس از شکنجه در برابر محمدعلی شاه کشته شد. عمه زاده او، اسدالله خان جهانگیر نیز در روز به توپ بستن مجلس پس از دلاوری‌های بسیار کشته شد.

## باورها و عقاید
گفته می‌شود که میرزا جهانگیر خان شیرازی باورهای ازلی داشته‌است.

سند دستخطی از عباس افندی عبدالبهاء که در آن به ازلی‌ها (امت یحیای بی وفا) تاخته و ملک‌المتکلمین و میرزا جهانگیرخان شیرازی را (ملک الخرمین) و (صور و ناقور) نام داده‌است.

## نظراتنیکی کدیوادوارد براون
بهائیان به اصول و مبانی غربی گرایش داشتند و بخشی از جنبش غرب‌گرایی را تشکیل می‌دادند. لیکن در دوران انقلاب مشروطیت، شرکت در سیاست را تقبیح کرده و به منظور جذب تحمل و مدارا برای آیین شان، وفاداری خود را به شاه قجر پنهان نمی‌کردند. بخش کوچکی از بهاییان طرفدار یحیی صبح ازل (برادر ناتنی بهاءالله و جانشین منصوب باب) بودند که «ازلی» خوانده می‌شدند.
فشار ایذا و اذّیت، منجر شد که ازلی‌ها بیش از بهاییان به فعالیت زیرزمینی روی بیاورند و تظاهر کنند که مسلمان هستند. این پنهان‌کاری به حدی رسید که برخی در کسوت ملایی، به عنوان علمای اسلام، وعاظ و آموزگاران و غیره درآمدند.
به مثابه برچسب کمونیست در آمریکا، عبارت «بابی» دستاویزی به منظور تهییج مسلمانان برای مخالفت با رفرم و مدرنیسم شده بود. سرانجام هم منجر شد به انکاری همه‌جانبه در مورد شرکت برجسته بابیان در نهضت مشروطیت. به عنوان نمونه، ادوارد براون، ِ که با بسیای از برجسته‌ترین ازلی‌ها از دور و نزدیک در تماس بود، در کتاب «انقلاب ایرانی»، اشاره‌ای به اینکه کدامیک از آن فعالان ازلی بودند، نمی‌کند و این در حالیست که بسیاری از آنان در قید حیات نبودند و امکان آزار و اذیتشان فراهم نبود.
براون در کتاب دیگرش، با فرنام «داده‌هایی برای مطالعه آیین باب»، که سال‌ها بعد نوشته شد، از دلبستگی ازلی‌ها به انقلاب مشروطه سخن گفته و حاجی میرزا نصرالله ملک المتکلمین و میرزا جهانگیر خان صوراسرافیل را به عنوان دو تن از ازلی‌ها نام می‌برد. این مطلب، با اطلاعات مستقلی که از منابع خبررسان معتبر خودم در ایران دارم همخوانی دارد. به این مجموعه باید میرزا یحیی دولت‌آبادی را هم در کنار تعدادی از فعالین نه چندان مشهور، افزود. نا گفته نماند که سید جمال الدین اصفهانی رفتاری دوستانه با بابی‌ها داشت…

## ادعای «واجب القتل»
به روایت ملکزاده از دهخدا، یک‌بار که در صور اسرافیل مقالهٔ تندی ضد روحانیون نوشته شده بود، «جمعی از آخوندهای مفسده‌جو»، طباطبایی را ضد نویسندگان مقاله به خشم می‌آورند با این ادعا که «مندرجات مقاله صور اسرافیل برخلاف موازین شرع مبین و توهین به اسلام است». تا آن‌جا که طباطبایی خشمگین به بهبهانی می‌گوید: «آقا شما مقاله صور اسرافیل را خوانده‌اید؟ بهبهانی با خونسردی جواب می‌دهد: بلی. طباطبایی با عصبانیت می‌گوید: نویسندگان این مقاله کافرند و به اسلام توهین کرده‌اند و واجب‌القتل‌اند». محمدعلی شاه که از این ماجرا مطلع می‌شود، برای ایجاد نفاق بین مشروطه‌خواهان، عده‌ای سوار را به دفتر مجله می‌فرستد به بهانهٔ دفاع از نویسندگان.
میرزا جهانگیرخان و دهخدا به آن‌ها پاسخ می‌دهند که «ما مشروطه‌خواه و مطیع قانون هستیم و هر تصمیمی را که مجلس شورای ملی بگیرد و لو حکم به قتل ما باشد با کمال میل استقبال می‌کنیم» و به این ترتیب سواران شاه را مرخص می‌کنند. خبر که به طباطبایی می‌رسد «چنان متأسف می‌شود که مدتی گریه می‌کند»

## روزنامه خاطرات عین السلطنه[۱۴]
این میرزا جهانگیر شیرازی یکی از آن لامذهب‌ها است، لاشی محض. تا به حال دو بار روزنامه اش توقیف، سه مرتبه محاکمه شده. این توقیف و محاکمه هم مثل چوب خوردن و تبعید کردن‌های سابق باعث ترقی او شده…؛ بالاخره موقوف یا توقیف ابدی خواهد شد. یا از مذهب بد می‌نویسد یا از علما یا از شاه و محترمین… اول کاری که روزنامه‌ها کردند بعد از هزار و سیصد سال، دنبال مذهب افتاده و می‌خواهند مذهب تازه برای ما درست کنند. مثل اینکه همه چیز درست شده، فقط این یک کار ناقص مانده‌است!
چهارشنبه ۲۴ جمادی‌الاولی، صبح به اتفاق حاجی افخم‌الدوله باغ شاه رفتیم. لدی‌الورود مسموع شد که ملک‌المتکلمین بهشتی و میرزا جهانگیر مدیر صور اسرافیل را طناب انداختند. آن یکی واصل به جهنم، دیگری هم پی او انتظار نفخ صور را باید بکشد. این است سزا و جزای کسی که از خدا گرفته تا تمام انبیا و رسل را بد بگوید و هزارها بیت در کهنه‌پرستی و دین و مذهب و تربت حضرت سیدالشهدا مضمون و ناسزا کتابت کند. خدا منتقم حقیقی است و دست‌بردار نیست. برای سی و دو عدد روزنامه خودش را به کشتن داد. اما ملک پولی جمع کرد، افسوس که لذتی از آن نبرد. این دو نفر اگرچه بابی ازلی بودند؛ اما عقیده بیشتر مردم در لامذهبی آنهاست… خداوند، همه را از سوء اعمال خود حفظ فرماید…

## عضویت در انجمن آذربایجان و کمیته انقلاب ملی
آنچه مسلم است عضو فعال انجمن آذربایجان و از این‌ها بالاتر یکی از اعضای «حوزه مخفی اجتماعیون عامیون تهران» بوده‌است که وابسته به فرقهٔ اجتماعیون عامیون مسلمان‌های قفقاز است و با فرقهٔ اجتماعیون عامیون روسیه نیز ارتباط دارد.
میرزا جهانگیر خان در فعالیت‌های سوسیال دمکراتیک خود با حیدر عمو اوغلی ارتباط نزدیک دارد و از سازمان دهندگان فعال و آگاه است. هنگامی که محمد علی شاه برای آخرین بار سرکوبی مشروطیت را تدارک می‌بیند عده‌ای از اعضای فرقه اجتماعیون عامیون برای مقابله با او و بسیج مردم «کمیته انقلاب ملی» را تشکیل می‌دهند که در حقیقت مرکز تصمیم‌گیری سازمان‌های مشروطه خواه به حساب می‌آید و میرزا جهانگیر خان یکی از اعضای اصلی آن است…
جوانی ست پاکباز و برای دفع شر استبداد، گاه اندیشه‌هایی بی‌سابقه به خاطرش خطور می‌کند… میرزا جهانگیر خان به این خیال افتاد که برای راندن امیر بهادر از دربار ایران، یکی از شب‌ها به‌طوری‌که او را نبینند به خانه امیر بهادر برود و خودش را بکشد و تصور می‌کرد قتل او را منسوب به امیر بهادر خواهند کرد و ملت امیر بهادر را قاتل او خواهد دانست و به ناچار محمد علی شاه مجبور خواهد شد یا او را تسلیم محاکمه کند یا به خارج فرارش دهد؛ ولی ملک المتکلمین و سید جمال الدین به قصد جهانگیر خان پی بردند و با هزار دلیل و برهان او را از این کار بازداشتند…

## یادبود
دهخدا شعر معروف «یاد آر ز شمع مرده یاد آر» خود را به یاد او سرود. در آخرین شمارهٔ دورهٔ دوم صور اسرافیل (۱۵ صفر ۱۳۲۷ - دوشنبه ۱۷ اسفند ۱۲۸۷ خورشیدی) از دهخدا شعری در رثاء و بیاد رفیق و همسنگر قدیمی اش به چاپ رسید. دهخدا می‌گوید:
شبی مرحوم میرزا جهانگیر خان را به خواب دیدم. در جامهٔ سپید (که عادتاً در تهران دربرداشت) و به من گفت: «چرا نگفتی او جوان افتاد؟». من از این عبارت چنین فهمیدم که می‌گوید: «چرا مرگ مرا در جایی نگفته یا ننوشته‌ای؟» و بلافاصله در خواب این جمله به خاطر من آمد: یاد آر ز شمع مرده یاد آر! در این حال بیدار شدم و تا نزدیک صبح سه قطعه از مسمط ذیل را ساختم و فردا گفته‌های شب را تصحیح کرده و دو قطعه دیگر به آن افزودم…

## آخرین نامه جهانگیر خان
بخشی از نامه‌ای که میرزا جهانگیر خان به عمه خود نوشت:

عقیده مرا به خوبی می‌دانید که دلبستگی به زندگانی و عمر نداشتم و همیشه مرگ با شرف و افتخار را از زندگی بد، بهتر می‌دانستم، زیرا همواره شنیده‌اید که می‌گفتم مکررات خواب و خوراک اهمیتی ندارد و از این تکرار، آدم حساس، خسته و کسل می‌شود.
امروز سعادت و اقبال فرزندان ایران، بسته به تکمیل معنی مشروطیت است، ولی فرزند «ام‌الخاقان» (لقب مادر محمد علی شاه، دختر میرزا تقی خان امیرکبیر) که ننگ تاج و تخت چند هزار ساله ایران است، برای استقلال کامروایی سبعانه خود، می‌خواهد این سعادت ما را به یک بدبختی و ذلّت دائمی مبدل نماید.

از دیروز تا به حال نقشه‌ای که ترسیم کرده آفتابی شد. فردا ما به فداکاری حاضر می‌شویم. اگر از پیش نبردیم و کشته شدیم و خبر مرگ من به شما رسید، غمگین نشوید و هول نکنید، زیرا که در راه آزادی ایران، یک افتخاری برای شما و فرزندان شما به یادگار گذاشتم. مُردن که از لوازم طبیعی است. آدم که باید بمیرد، چرا با درد و مرض مرده باشد و به جانبازی از تألم نشاة زندگی بد، در یک چشم بهم زدن نمیرد…

## آخرین مقاله صور اسرافیل
میرزا جهانگیر، در آخرین مقاله خود در نشریه صور اسرافیل، خطاب به قزاق‌های محمد علی شاه، می‌نویسد:
 … ما هم از این جانبازی و فداکاری عاری نداریم و هیچوقت نمی‌گوییم که چرا ما مغلوب مستبدین و بی‌دین‌ها شدیم زیرا که برادران آذربایجانی و گیلانی و فارسی و اصفهانی ما در راهند و عن‌قریب خواهند رسید. ما می‌خواهیم با بدن‌های خود، زیر سم اسب‌های آن‌ها را نرم و مفروش کرده و زمین طهران را برای تشریفات مقدم این مهمان‌های تازه رسیده، از خون گلوی خود زینت دهیم و به آن برادرهای مهربان بگوییم و افتخار کنیم که ماییم پیش صف‌های شهدای راه آزادی…

## اعدام جهانگیر خان
«مامونتوف» خبرنگار روس که در زمان اعدام جهانگیر خان در ایران بود، می‌نویسد:
سر گذشت این دو تن (میرزا جهانگیر خان و ملک المتکلمین) بسیار ساده بود. امروز ایشان را به باغ بردند و پهلوی فواره نگاه داشتند. دو دژخیم طناب به گردن ایشان انداختند. از دو سو کشیدند. خون از دهان ایشان آمد و این زمان، دژخیم سومی خنجر در دل‌های ایشان فروکرد…

## آرامگاه

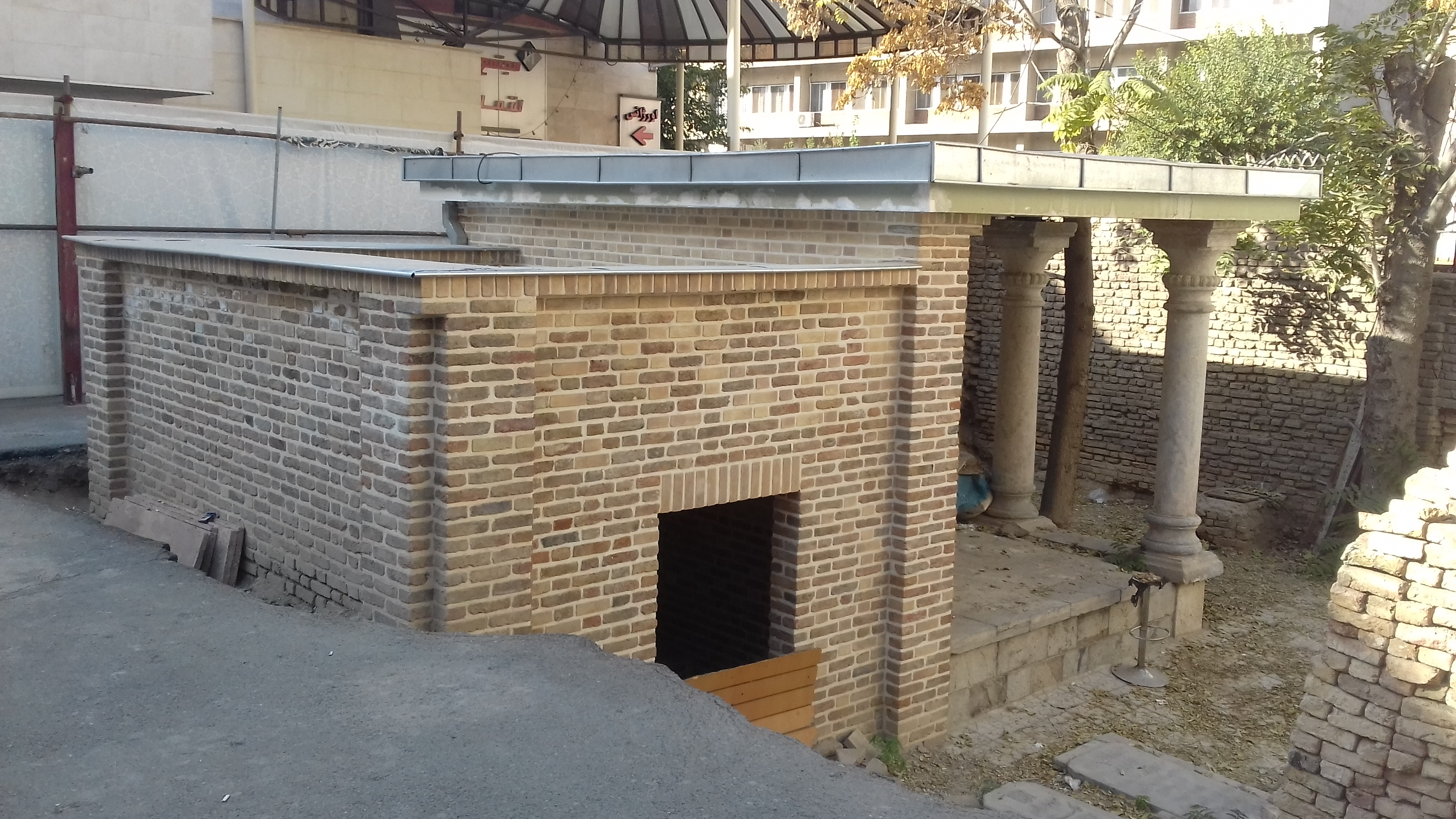
مزار ملک المتکلمین و میرزا جهانگیرخان در محل محوطه ضلع جنوبی بیمارستان لقمان در تهران

آرامگاه او در تهران در خیابان مخصوص جنب بیمارستان لقمان کوچهٔ شهید ابراهیمی انتهای کوچه در آبی رنگ سمت چپ قرار گرفته‌است. در حیاط خانه‌ای که گفته می‌شود پس از اعدام وی و ملک‌المتکلمین، آن‌ها را شبانه و پنهانی به آنجا آورده و دفن کرده‌اند. این مقبره‌ها در حیاط یک ملک قدیمی - که مالک آن در دسترس نیست - قرار گرفته و در حال تخریب است. بیمارستان لقمان نیز قصد گسترش فضای بیمارستان را دارد و احتمالاً این مقبره‌ها در طرح بیمارستان قرار می‌گیرد.

## نگارخانه
|  |  |  |